# Kładka w Przemyślu
Kładka w Przemyślu – kładka pieszo-rowerowa na Sanie w Przemyślu, łącząca ulice Wybrzeże Józefa Piłsudskiego z Wybrzeżem Ojca Św. Jana Pawła II.
Montaż przeprawy odbywał się na terenie zalewowym, równolegle do brzegów rzeki, a następnie kładka została obrócona o 90 stopni.
Konstrukcję tworzy stalowy pylon o wysokości 38 m wraz z dwoma dźwigarami z drewna klejonego o wysokości 155 cm i długości 138 m. Dźwigary są jednocześnie balustradami. Kładka została podwieszona za pomocą 24 stalowych lin. Całość waży blisko 175 ton. Otwarta 30 października 2015. Jest ona częścią najdłuższego w Polsce szlaku rowerowego Green Velo.

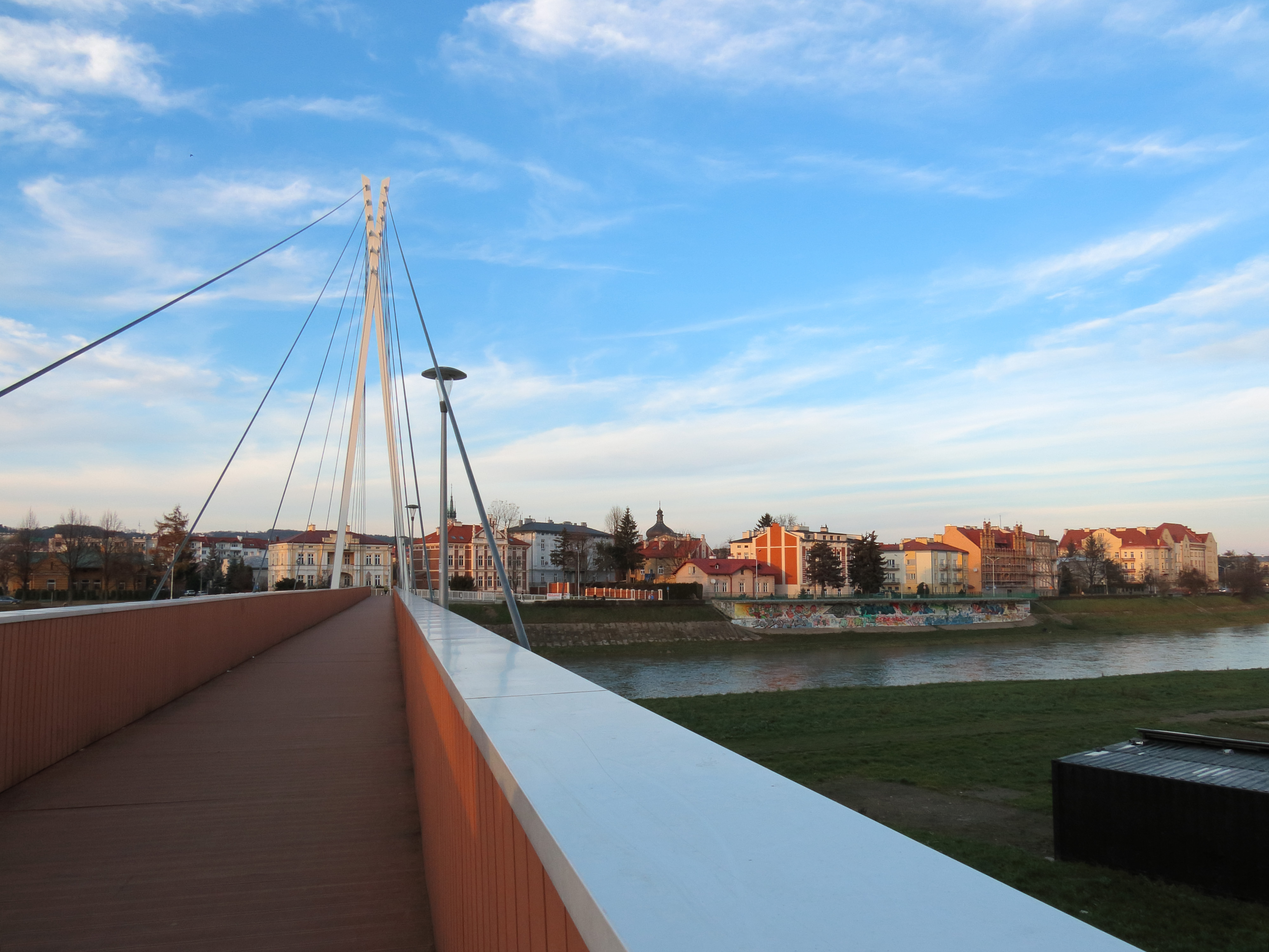
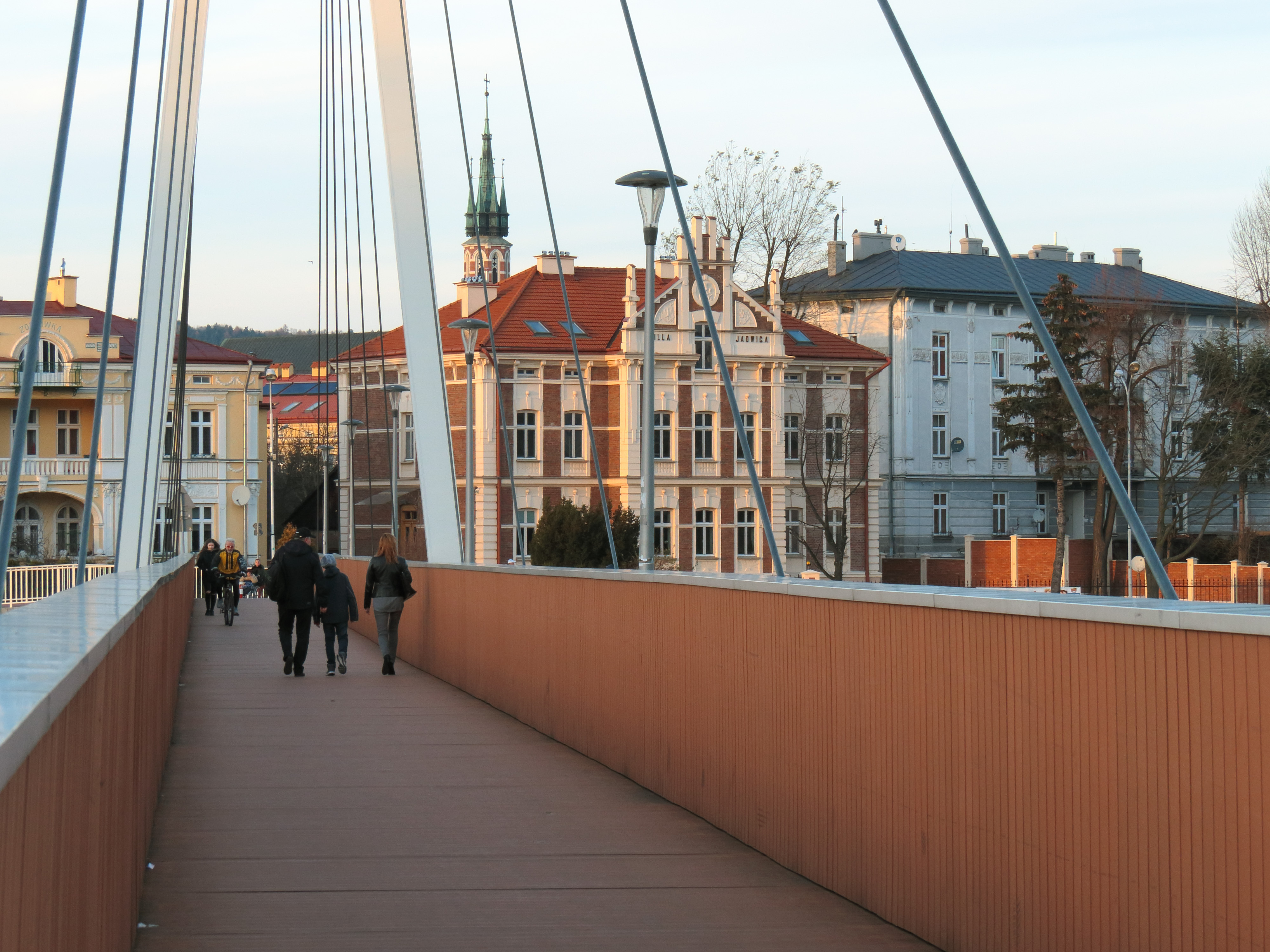
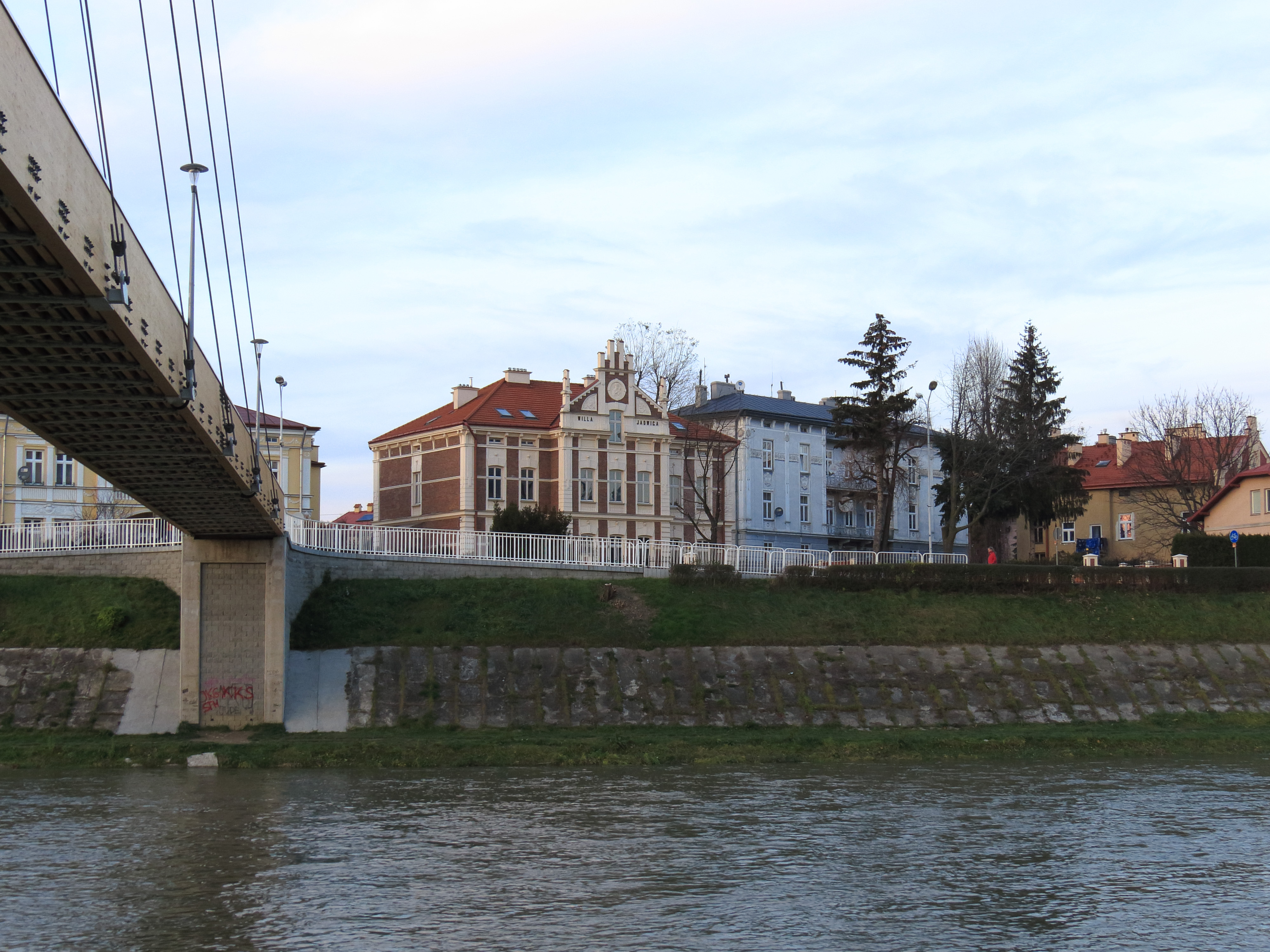